# Bisaltes adustus
Bisaltes adustus là một loài bọ cánh cứng trong họ Cerambycidae.